# Żyła szyjna głęboka

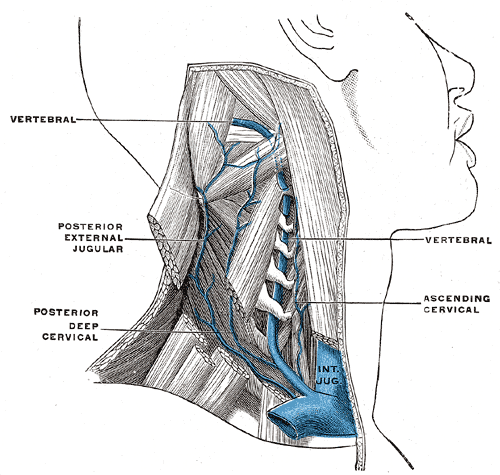
Żyła szyjna głęboka podpisana posterior deep cervical.

Żyła szyjna głęboka (łac. vena cervicalis profunda) – w anatomii człowieka żyła szyi, powstająca ze splotu żylnego podpotylicznego poniżej kości potylicznej. Biegnie w dół wspólnie z tętnicą szyjną głęboką, pomiędzy częścią głowową a szyjną mięśnia półkolcowego, po drodze otrzymując wiele dopływów z głębokich mięśni karku i ze splotu żylnego kręgowego zewnętrznego, co nadaje jej dużą średnicę. Poniżej wyrostka poprzecznego najniższego kręgu szyjnego zakręca w stronę przyśrodkową, łączy się z żyłą kręgową i wspólnie z nią wpada zwykle do żyły ramienno-głowowej, czasem do żyły podobojczykowej. Może też uchodzić do tych żył samodzielnie. Ma jedną parę zastawek przy swoim ujściu.